# 서울경인초등학교
서울경인초등학교는 대한민국 서울특별시 양천구 목동에 있는 공립 초등학교이다.

## 학교 연혁
- 1986년 11월 27일 서울경인초등학교 개교식(개교 기념일)
- 1987년 2월 13일 제1회 졸업식 (23명)
- 2005년 2월 10일 신관 체육관(강당) 및 특별교실, 교실 등 (3층)준공
- 2006년 12월 16일 학교운동장 체육시설 준공 (잔디축구장, 200M 트랙 등)
- 2008년 11월 25일 본관 2층 경인영어사랑터 개관[1], 실과실 겸용 제2과학실 현대화 사업 완료
- 2009년 7월 24일 시계탑 설치 및 교사 외벽 도색 및 보수
- 2009년 9월 7일 운동장 복합놀이대, 야외학습장 설치
- 2009년 9월 14일 학교현황판 제작, 방송실 리모델링
- 2010년 4월 1일 초등돌봄교실 설치
- 2010년 8월 31일 제2회의실 및 국악, 양악기 보관실 설치
- 2012년 3월 1일 제7대 함창덕 교장 부임
- 2012년 3월 30일 녹색어머니 활동실, 탈의실, 시설관리실
- 2012년 4월 3일 보안관실 추가 설치[2]
- 2012년 4월 27일 상담실 설치 및 학습자료 제작실 이전 보완
- 2016년 2월 5일 제30회 졸업식(245명) 총 8,780명
- 2017년 2월 17일 제31회 졸업식(247명) 총 9,027명
- 2017년 3월 1일 제8대 유영숙 교장 부임
- 2022년 9월 1일 제9대 이미경 교장 부임
- 2026년 11월 27일 개교 40주년

## 참고 자료
- 서울경인초등학교 - 한국교육학술정보원 학교알리미